# Burkhard Hirsch
Pour les articles homonymes, voir Hirsch.
Burkhard Hirsch, né le 29 mai 1930 et mort le 11 mars 2020, est un homme politique allemand et un défenseur des libertés civiles. 
Membre du Parti démocratique libre, il passe 21 ans au Bundestag allemand (1972-1975, 1980-1998). Il est également pendant cinq ans ministre de l'Intérieur de Rhénanie-du-Nord-Westphalie (1975-1980). 

## Biographie

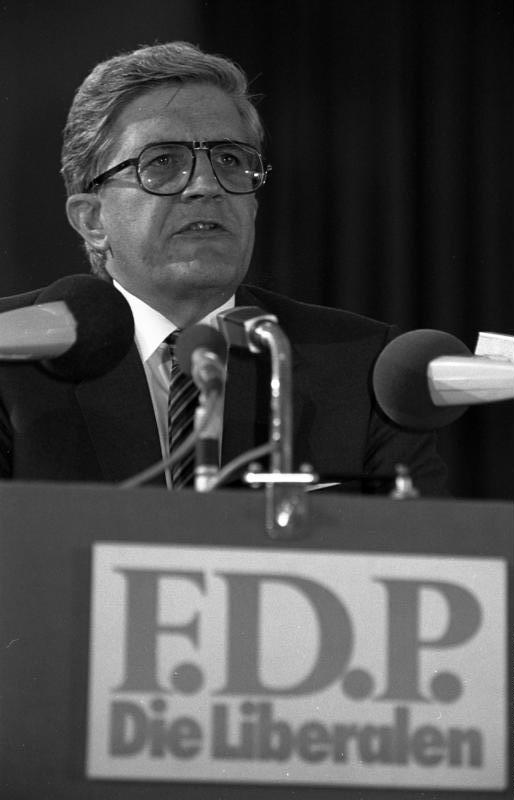
Burkhard Hirsch en 1981.

Né à Magdebourg, qui fait alors partie de la province  prussienne de Saxe, Hirsch obtient son Abitur à Halle (Saale) et poursuit ses études à l'université de Marburg, avec une spécialisation en théorie du droit. Il reçoit son premier et son deuxième Staatsexamen en 1954 et 1959, et obtient son doctorat en droit en 1961 (Thèse de doctorat : Der Begriff des Bundesstaates in der deutschen Staatsrechtslehre). 
Membre du FDP depuis 1949, Hirsch obtient son premier siège au Bundestag lors des élections fédérales de 1972. Il le quitte pour devenir ministre de l'Intérieur de Rhénanie-du-Nord-Westphalie en 1975, mais revient en 1980. Il acquiert la réputation d'être l'un des plus ardents défenseurs des libertés civiles en Allemagne, ce qui lui vaut le prix Arnold Freymuth (1998) et le prix Fritz Bauer (2006). Hirsch reçoit également  un doctorat honorifique de l'Université Goethe de Francfort (2006) et est salué dans le discours élogieux de Peter-Alexis Albrecht comme « un défenseur non partisan, acharné et combatif d'un État de droit rigoureux ».